# Episodi di Trackdown (prima stagione)
La prima stagione della serie televisiva Trackdown è stata trasmessa in anteprima negli Stati Uniti d'America dalla CBS tra il 4 ottobre 1957 e il 23 maggio 1958.
| nº | Titolo originale      | Titolo italiano | Prima TV USA     | Prima TV Italia |
| -- | --------------------- | --------------- | ---------------- | --------------- |
| 1  | The Marple Brothers   |                 | 4 ottobre 1957   |                 |
| 2  | Law in Lampasas       |                 | 11 ottobre 1957  |                 |
| 3  | The San Saba Incident |                 | 18 ottobre 1957  |                 |
| 4  | Easton, Texas         |                 | 25 ottobre 1957  |                 |
| 5  | Like Father           |                 | 1º novembre 1957 |                 |
| 6  | Sweetwater, Texas     |                 | 8 novembre 1957  |                 |
| 7  | Alpine, Texas         |                 | 15 novembre 1957 |                 |
| 8  | Self-Defense          |                 | 22 novembre 1957 |                 |
| 9  | End of an Outlaw      |                 | 29 novembre 1957 |                 |
| 10 | Look for the Woman    |                 | 6 dicembre 1957  |                 |
| 11 | The Town              |                 | 13 dicembre 1957 |                 |
| 12 | Man and Money         |                 | 27 dicembre 1957 |                 |
| 13 | The Reward            |                 | 3 gennaio 1958   |                 |
| 14 | The Farrand Story     |                 | 10 gennaio 1958  |                 |
| 15 | Right of Way          |                 | 17 gennaio 1958  |                 |
| 16 | The Witness           |                 | 24 gennaio 1958  |                 |
| 17 | The Toll Road         |                 | 31 gennaio 1958  |                 |
| 18 | The Young Gun         |                 | 7 febbraio 1958  |                 |
| 19 | The Wedding           |                 | 14 febbraio 1958 |                 |
| 20 | The Trail             |                 | 28 febbraio 1958 |                 |
| 21 | The Bounty Hunter     |                 | 7 marzo 1958     |                 |
| 22 | The Judge             |                 | 14 marzo 1958    |                 |
| 23 | The House             |                 | 21 marzo 1958    |                 |
| 24 | The Boy               |                 | 28 marzo 1958    |                 |
| 25 | The Pueblo Kid        |                 | 4 aprile 1958    |                 |
| 26 | The Winter Boys       |                 | 11 aprile 1958   |                 |
| 27 | The Mistake           |                 | 18 aprile 1958   |                 |
| 28 | The Deal              |                 | 25 aprile 1958   |                 |
| 29 | The Jailbreak         |                 | 2 maggio 1958    |                 |
| 30 | The End of the World  |                 | 9 maggio 1958    |                 |
| 31 | The Brothers          |                 | 16 maggio 1958   |                 |
| 32 | The Governor          |                 | 23 maggio 1958   |                 |